# مانویلووتسی
مانویلووتسی (به صربی: Manojlovci) یک منطقهٔ مسکونی در صربستان است که در توپولا واقع شده‌است. مانویلووتسی ۱۴۴ نفر جمعیت دارد.